# کریکیث
کریکیث (به انگلیسی: Criccieth، تلفظ: [ˈkrɪkjɛθ]) یک شهرک در ولز است که در گوینز واقع شده‌است. کریکیث ۱٬۷۵۳ نفر جمعیت دارد.